# 斯莫羅季基夫卡
49°46′5″N 37°29′16″E / 49.76806°N 37.48778°E
斯莫羅季基夫卡（烏克蘭語：Смородьківка）是位於烏克蘭東部的村莊，由哈爾科夫州庫皮揚斯克區的金德拉希夫卡市鎮負責管轄。該村始建於1712年，面積0.49平方公里，海拔高度119米，2001年人口240，人口密度每平方公里487.8人。